# Ernst Bachmann (Journalist)
Ernst Bachmann (* 14. Januar 1846 in Nieheim; † 1892 in Berlin) war ein deutscher Offizier und Redakteur.

## Leben
Bachmann trat am 1. Oktober 1865 in das Infanterie-Regiment „Freiherr von Sparr“ (3. Westfälisches) Nr. 16 der preußischen Armee ein. Er beteiligte sich mit seinem Verband am Krieg gegen Österreich und stieg am 15. September 1866 zum Leutnant auf. Nachfolgend nahm er am Krieg gegen Frankreich teil und schied nach Kriegsende am 12. Dezember 1872 aus dem Militärdienst aus. Er wanderte nach Argentinien aus und arbeitete dort als freiberuflicher Journalist. Mit einem Van Gelderen war er Koautor eines Nuevo método para aprender alemán, diente zudem als Chefredakteur der Deutsche La-Plata Zeitung und lehrte an der Escuela de Guerra. Im Jahr 1882 war er Mitgründer des Verein zum Schutze germanischer Einwanderer. 1887 wurde er von der Argentinischen Republik angesichts der wachsenden Handelsbeziehungen mit der Einrichtung eines Informationsbüros in Berlin beauftragt. Nachdem das Büro 1891 geschlossen worden war, starb er ein Jahr später.